# 長城電器集團
長城電器集團是中國最大的工業電器生產商之一，1988年由浙江溫州人葉祥堯兄弟創辦，前身是樂清縣長城電器元件廠，2000年銷售額為20多億元。